# 無極
無極是中國思想史上的重要概念，源於道德經、莊子，北宋理學家周敦頤著太極圖說闡述宇宙由無極到太極的形成。

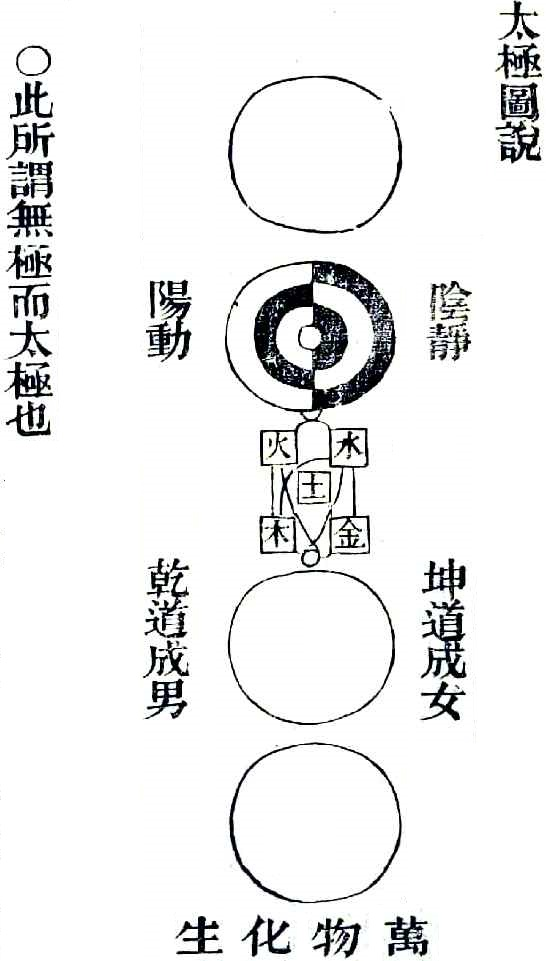
太極圖

## 出处

### 道德經
|  | 知其雄，守其雌，為天下谿。為天下谿，常德不離。常德不離，復歸於嬰兒。知其白，守其黑，為天下式。為天下式，常德不忒。常德不忒，復歸於無極。知其榮，守其辱，為天下谷。為天下谷，常德乃足，復歸於樸。樸散則為器，聖人用之，則為官長，故大智不割。——二十八章 |

### 莊子
|  | 湯之問棘曰：「上下四方有極乎？」 棘曰：「無極之外，復無極也。窮髮之北有冥海者，天池也。有魚焉，其廣數千里，未有知其修者，其名為鯤。有鳥焉，其名為鵬，背若太山，翼若垂天之雲，摶扶搖羊角而上者九萬里，絕雲氣，負青天，然後圖南，且適南冥也。斥鴳笑之曰：「彼且奚適也？我騰躍而上，不過數仞而下，翱翔蓬蒿之間，此亦飛之至也，而彼且奚適也？」——逍遙遊第一 |

|  | 子桑戶、孟子反、子琴張相與友，曰：「孰能相與於無相與，相為於無相為？孰能登天遊霧，撓挑無極，相忘以生，无所終窮？」三人相視而笑，莫逆於心，遂相與為友。——大宗師第六 |

|  | 廣成子曰：「來！余語女。彼其物無窮，而人皆以為有終；彼其物無測，而人皆以為有極。得吾道者，上為皇而下為王；失吾道者，上見光而下為土。今夫百昌皆生於土而反於土，故余將去女，入無窮之門，以遊無極之野。吾與日月參光，吾與天地為常。當我，緡乎！遠我，昬乎！人其盡死，而我獨存乎！」——在宥第十一 |

|  | 若夫不刻意而高，無仁義而修，無功名而治，無江海而閒，不道引而壽，無不忘也，無不有也，澹然無極而眾美從之。此天地之道，聖人之德也。——刻意第十五 |

### 太極圖說
|  | 自無極而為太極。太極動而生陽，動極而靜，靜而生陰，靜極復動。一動一靜，互為其根；分陰分陽，兩儀立焉。陽變陰合，而生水、火、木、金、土。五氣順布，四時行焉。五行，一陰陽也；陰陽，一太極也；太極，本無極也。五行之生也，各一其性。無極之真，二五之精，妙合而凝。「乾道成男，坤道成女」，二氣交感，化生萬物。萬物生生，而變化無窮焉。惟人也，得其秀而最靈。形既生矣，神發知矣，五性感動，而善惡分，萬事出矣。聖人定之以中正仁義（聖人之道，仁義中正而已矣），而主靜（無欲故靜），立人極焉。故「聖人與天地合其德，日月合其明，四時合其序，鬼神合其吉凶」。君子修之吉，小人悖之凶。故曰：「立天之道，曰陰與陽；立地之道，曰柔與剛；立人之道，曰仁與義。」又曰：「原始反終，故知死生之說。」大哉易也，斯其至矣！ |